# 拉萨勒 (孚日省)
拉萨勒（法語：La Salle，法語發音：[la sal] ⓘ）是法国大東部大區孚日省的一个市镇，属于孚日圣迪耶区。

## 地理
拉萨勒（48°19'23"N, 6°49'36"E）面积4.71 平方千米，位于法国大東部大區孚日省，该省份为法国东北部内陆省份，北起默兹省和默尔特-摩泽尔省，西接上马恩省，南至上索恩省和贝尔福地区省，东临上莱茵省和下莱茵省。
与拉萨勒接壤的市镇（或旧市镇、城区）包括：拉布尔贡斯、让梅尼勒、农帕特利兹、圣雷米。
拉萨勒的时区为UTC+01:00、UTC+02:00（夏令时）。

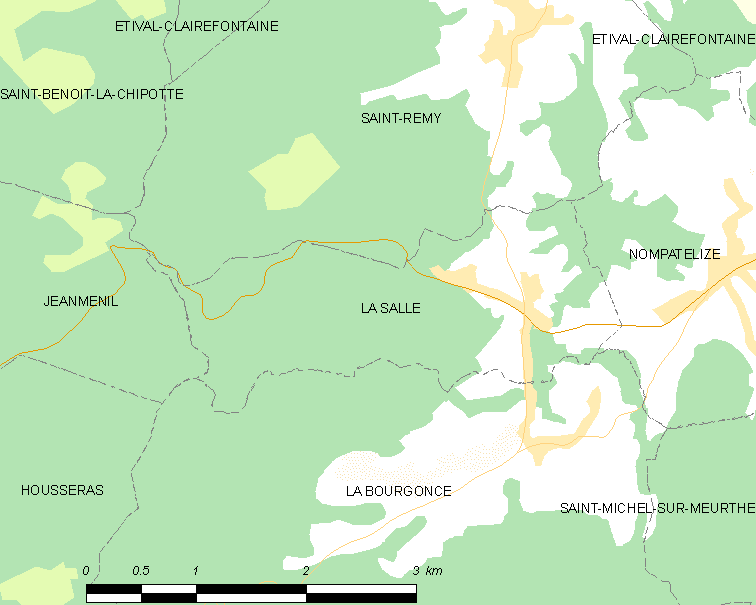
拉萨勒的OSM定位图

## 行政
拉萨勒的邮政编码为88470，INSEE市镇编码为88438。

## 政治
拉萨勒所属的省级选区为孚日圣迪耶第一县。

## 人口

1962-2008年间拉萨勒人口变化图示

拉萨勒于2022年1月1日时的人口数量为398人。